# سمندر ببری
سمندر ببری (نام علمی: Ambystoma tigrinum) نام یک گونه از سرده سمندر زیرزمینی است.